# Tupi Paulista
Tupi Paulista là một đô thị ở bang São Paulo của Brasil. 
Đô thị này nằm ở vĩ độ 21º22'52" độ vĩ nam và kinh độ 51º34'14" độ vĩ tây, trên khu vực có độ cao 400 m. Dân số năm 2004 ước tính là 12.897 người. 
Đô thị này có sân bay với đường băng dài 1300 m, có câu lạc bộ bay Aeroclube de Tupi Paulista Lưu trữ ngày 16 tháng 9 năm 2008 tại Wayback Machine.

### Các xa lộ
- SP-294
- SP-563